# データ構造図

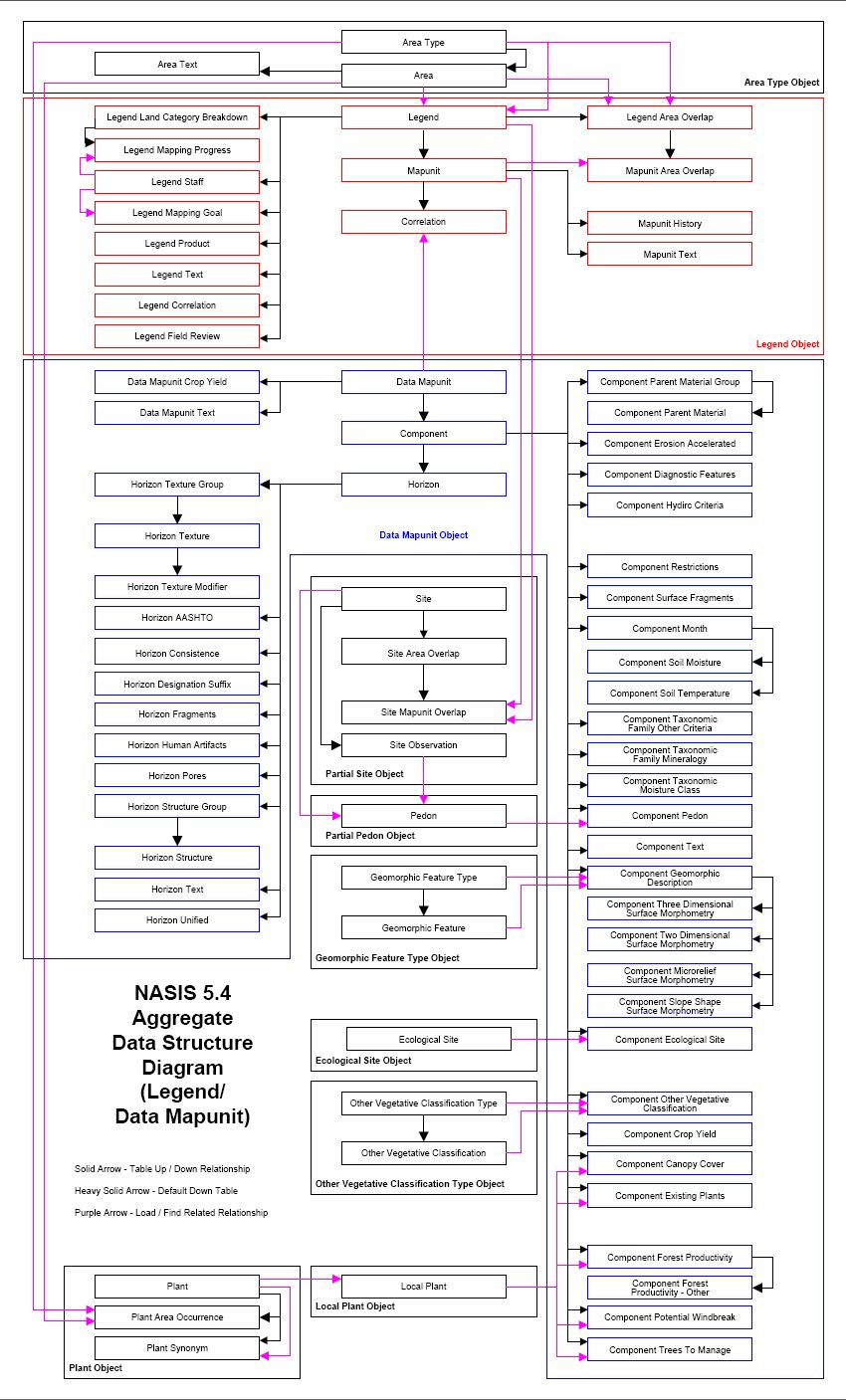
データ構造図の一例

データ構造図（Data structure diagram、DSD）は、構成要素とそれらの関係を文書化するグラフィカルな表記法とそれらを束縛する制約を提供することで概念スキーマを記述するデータモデルの一種である。
DSDの基本的グラフィック要素は、実体を表す箱と関係を表す矢印である。データ構造図は特に複雑なデータ実体を文書化する際に有効である。

## 概要

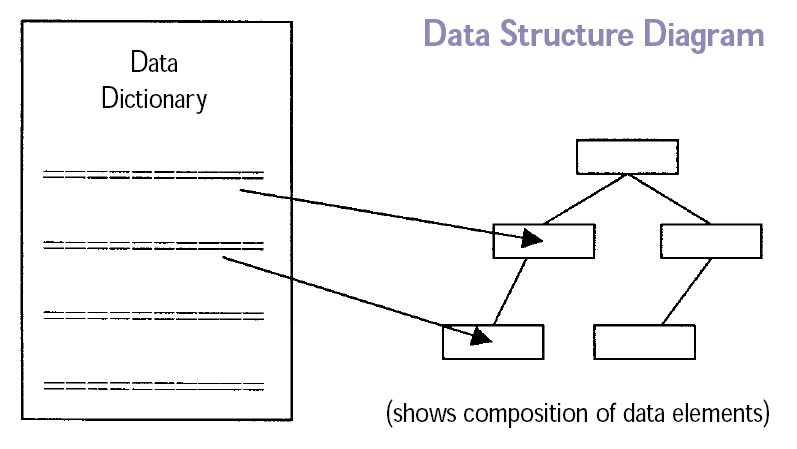
データ構造図

データ構造図は、データ辞書内のデータ要素の構造を描くのに使われる一種のダイアグラムである。データ構造図は、そのようなデータ辞書のエントリ内の構成仕様をグラフィカルに表したものである。
データ構造図は、実体関連モデル（ERモデル）の拡張である。DSDにおいて、実体を表す箱の外ではなく中に属性が書かれ、属性から構成される箱同士を結ぶように関係を表す矢印が引かれ、実体と実体を束縛する制約を指定する。ERモデルは素朴だが、関係間の制約を表現できず、複数の属性を持つ実体を表そうとすると見た目が複雑化する。DSDとERモデルの違いは、ERモデルでは異なる実体間の関係を表すことが主眼であるのに対し、DSDでは実体内の要素群の関係に主眼を置いており、実体間の関係を一目で把握できる。
データ構造図の表記法にはいくつかのスタイルがあり、特に多重度（1対1、多対1、1対多などの関係の種類）の定義方法に違いがある。多重度は矢印を様々な形で描くことで表したり、数値で表したりする。

## バックマン線図

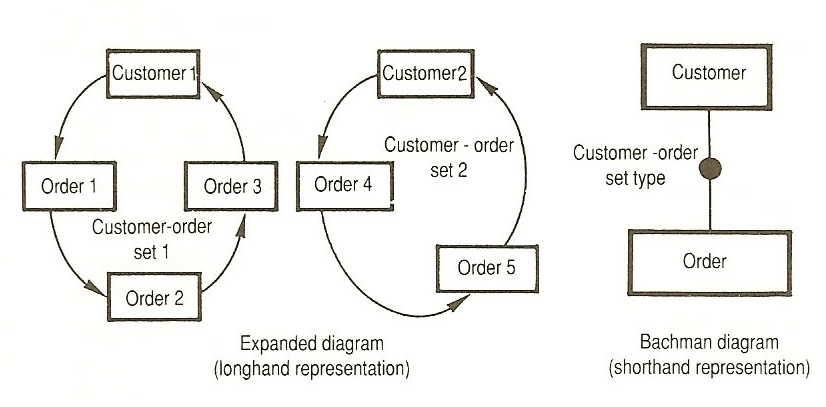
バックマン線図の一例

バックマン線図 (Bachman diagram) はデータ構造図の一種であり、ネットワークモデルや関係モデルの論理データ設計に用いられる。この場合のデータモデルはシステムにおけるデータ格納方法とは切り離されている。データベース研究の先駆者チャールズ・バックマンが考案したことからその名を冠しており、主にソフトウェア設計で使われている。
関係モデルにおける関係は属性間の結びつきであり、その関係における全てのキーに推移的従属性を持つわけではない。関係間の結合は、属性の一致に基づく。それぞれの関係について四角形を描き、関係間の結合を矢印で四角形同士をつなぐことで表す。矢印にはそれぞれ多重度を表示する必要がある。1対N、1対1、N対Nなどがある。ただし、N対Nは避けるべきで、2つの1対Nの結合に置換しなければならない。